# Carl Binder
Pour les articles homonymes, voir Binder.
Carl Binder est un scénariste et producteur américain. Il est connu pour ses contributions à Stargate SG-1 et Stargate Atlantis, ainsi qu'à Docteur Quinn, femme médecin.
Binder est un coscénariste sur Stargate Universe et producteur exécutif de la série.
Carl Binder travaille très souvent en collaboration avec Joseph Mallozzi, Robert C. Cooper, Andy Mikita et Paul Mullie.

## Filmographie

### Scénariste
- - Stargate SG-1 (2 épisodes, 1999-2007)
  - Stargate Atlantis (25 épisodes, 2004-2009)
  - Stargate Universe (3 épisodes, 2010)
  - Stargate: Revolution (2010)
  - Crime passionnel (2003)
  - Docteur Quinn, femme médecin (19 épisodes, 1995-1998)
  - Pocahontas (1995)
  - Le Transporteur (2011)

### Producteur
- - Stargate Atlantis (60 épisodes, 2004-2009)
  - Stargate Universe (20 épisodes, 2010)
  - Stargate: Revolution ⇒ Film annulé (2010)
  - Docteur Quinn, femme médecin (28 episodes, 1995-1998)

## Anecdote
Son nom apparaît dans l'épisode 5x16 de Stargate Atlantis en tant que nom d'une salle de réunion : "Carl Binder Memorial Theatre"